# ポート・ロコ
ポート・ロコ（Port Loko）は、シエラレオネの都市。人口33,541人（2015年国勢調査)。北西部州の州都、またポート・ロコ地区の主都である。首都フリータウンからは72km北東に位置する。

## 住民
ポート・ロコの住民はテムネ人が多く、町で一番使われる言語はテムネ語で、シエラレオネの共通語であるクリオ語が次ぐ。ポート・ロコには、

## 交通
首都フリータウンからギニア国境まで続く国道が走っている。

## 政治
政治的には全人民会議が強い。

## 教育
ポートロコ教育大学がある。

## スポーツ
ポートロコはサッカークラブであるBai Burehウォリアーズの本拠地が置かれている。